# Lacul Mangalia
Lacul Mangalia, cunoscut și sub numele de Mlaștina Mangalia, este un liman maritim situat pe coasta Mării Negre, pe teritoriul municipiului Mangalia din România. Are o suprafață de aproximativ 261 de hectare.
S-a format prin inundarea unei zone mlăștinoase, proces accelerat de lucrările de amenajare din secolul al XX-lea. Izvoarele sulfuroase mezotermale (21-28°C) care alimentează lacul erau cunoscute încă din vremea romanilor, fiind apreciate pentru proprietățile lor curative.

## Istorie și caracteristici

### Evul Mediu și Evul Modern
Pe parcursul Evului Mediu și Evului Modern, zona lacului a fost locuită de diverse popoare, inclusiv bizantini, români și otomani. Otomanii au numit lacul "Göl Hisarı", ceea ce înseamnă "Lacul Cetății", o referire la cetatea Callatis din apropiere.

### Secolele al XIX-lea și al XX-lea
În secolul al XIX-lea, lacul a început să fie exploatat pentru proprietățile sale curative. Izvoarele sulfuroase din zonă erau folosite pentru tratarea afecțiunilor reumatice și ale pielii. De asemenea, lacul a devenit o sursă importantă de pește pentru locuitorii din zonă.
În secolul al XX-lea, au fost realizate o serie de lucrări de amenajare a lacului, care au dus la creșterea suprafeței sale și la adâncirea apei. De asemenea, au fost construite diguri și șosele de acces, ceea ce a facilitat accesul vizitatorilor la lac.

### Astăzi
Lacul Mangalia este o destinație turistică. Vizitatorii pot face plimbări cu barca pe lac.

## Biodiversitate

### Plante acvatice
Dominanța vegetației submerse și emergente: Stuful (Phragmites australis) și papura (Typha sp.) sunt cele mai răspândite plante din lac, oferind hrană și adăpost pentru numeroase viețuitoare. Plante precum nufărul galben (Nuphar lutea) și cele din genul Potamogeton completează vegetația acvatică.

### Animale acvatice
- Diversitatea speciilor de nevertebrate: Lacul este un habitat important pentru diverse nevertebrate, inclusiv protozoare, crustacee (raci de apă dulce), insecte acvatice (lăcusta de apă) și viermi. Aceste nevertebrate formează baza lanțului trofic, fiind hrana pentru pești și păsări.
- Varietate de pești: Speciile comune de pești din Lacul Mangalia includ crap (Cyprinus carpio), caras (Carassius gibelio), biban (Perca fluviatilis) și știucă (Esox lucius). Prezența acestor pești susține o diversitate a păsărilor ihtiofage (care se hrănesc cu pește).
- Păsări acvatice: Lacul Mangalia este un paradis pentru iubitorii de păsări. Speciile frecvente includ egrete (Egretta garzetta), rațe (Anas platyrhynchos), gâște sălbatice (Anser anser), lebede (Cygnus olor), pelicani (Pelecanus onocrotalus) și cormorani (Phalacrocorax carbo). Vegetația bogată oferă locuri de cuibărit, iar lacul furnizează hrană din belșug.
- Amfibieni și reptile: Broaștele râioase (Rana temporaria) și broaștele țestoase de apă (Emys orbicularis) sunt amfibieni obișnuiți în lac. De asemenea, pot fi întâlnite specii de șerpi de apă non-veninoși.